# アース (2007年の映画)
『アース』（Earth）は、2007年のドキュメンタリー映画。

## 概要
海洋ドキュメンタリー『ディープ・ブルー』を制作したイギリスのBBCが、今作では地球を対象にして5年の歳月をかけて制作。一部の映像はNHKスペシャル『プラネットアース』でも使用されている。
ナレーションは英語版ではパトリック・スチュワート、日本語版は渡辺謙が担当している。
映画館大賞の「映画館スタッフが選ぶ、2008年に最もスクリーンで輝いた映画」では第78位である。